# Maximiliano Fornari
Maximiliano Fabián Fornari (Salto, 15 maggio 1995) è un calciatore argentino, centrocampista dell'Universitario (S).

## Caratteristiche tecniche
È un esterno mancino.

## Carriera
Cresciuto nelle giovanili del Sarmiento (J), ha esordito il 20 marzo 2014 in occasione del match perso 3-0 contro il Ferro Carril Oeste.

## Statistiche

### Presenze e reti nei club
Statistiche aggiornate al 17 aprile 2018.
| Stagione             | Squadra              | Campionato           | Campionato | Campionato | Coppe nazionali | Coppe nazionali | Coppe nazionali | Coppe continentali | Coppe continentali | Coppe continentali | Altre coppe | Altre coppe | Altre coppe | Totale | Totale | Totale |
| Stagione             | Squadra              | Comp                 | Pres       | Reti       | Comp            | Pres            | Reti            | Comp               | Pres               | Reti               | Comp        | Pres        | Reti        | Pres   | Reti   |        |
| -------------------- | -------------------- | -------------------- | ---------- | ---------- | --------------- | --------------- | --------------- | ------------------ | ------------------ | ------------------ | ----------- | ----------- | ----------- | ------ | ------ | ------ |
| 2013-2014            | Sarmiento (J)        | BN                   | 1          | 0          | CA              | 0               | 0               |                    | -                  | -                  |             | -           | -           | 1      | 0      |        |
| 2014                 | Sarmiento (J)        | BN                   | 0          | 0          |                 | -               | -               |                    | -                  | -                  |             | -           | -           | 0      | 0      |        |
| 2015                 | Sarmiento (J)        | PD                   | 8          | 0          | CA              | 1               | 0               |                    | -                  | -                  |             | -           | -           | 9      | 0      |        |
| 2016                 | Sarmiento (J)        | PD                   | 11         | 1          | CA              | 1               | 0               |                    | -                  | -                  |             | -           | -           | 12     | 1      |        |
| 2016-2017            | Sarmiento (J)        | PD                   | 8          | 2          | CA              | 0               | 0               |                    | -                  | -                  |             | -           | -           | 8      | 2      |        |
| Totale Sarmiento (J) | Totale Sarmiento (J) | Totale Sarmiento (J) | 28         | 3          |                 | 2               | 0               |                    | -                  | -                  |             | -           | -           | 30     | 3      |        |
| 2016-2017            | Ferro Carril Oeste   | BN                   | 11         | 0          | CA              | 0               | 0               |                    | -                  | -                  |             | -           | -           | 11     | 0      |        |
| 2017-2018            | Olimpo               | PD                   | 15         | 1          | CA              | 3               | 0               |                    | -                  | -                  |             | -           | -           | 18     | 1      |        |
| Totale carriera      | Totale carriera      | Totale carriera      | 54         | 4          |                 | 5               | 0               |                    | -                  | -                  |             | -           | -           | 59     | 4      |        |